# Sarah Melgire
Sarah Melgire (sinh ngày 20 tháng 8 năm 1991) là một cầu thủ bóng đá quốc tế của Martiniquais, người chơi như ở vị trí tiền đạo. Cô là thành viên của đội bóng đá quốc gia Martinique. Cô là một phần của đội tại Giải vô địch phụ nữ CONCACAF 2014.
Ở cấp độ câu lạc bộ, cô chơi cho VGA Saint-Maur FF ở Pháp.